# Verkehrsgemeinschaft Straubinger Land

Logo der VSL

Die Verkehrsgemeinschaft Straubing Land (VSL) ist eine Tarifgemeinschaft von Straßenverkehrsunternehmen des ÖPNV im Landkreis Straubing-Bogen, die am 1. Januar 2002 gegründet wurde.

## Liniennetz
Das Netz der VSL umfasst insgesamt 38 Buslinien, 21 davon führen in die kreisfreie Stadt Straubing.
Der Schienenpersonennahverkehr auf den beiden im Landkreis verlaufenden Bahnstrecken Neufahrn-Bogen und Plattling-Regensburg sowie die Stadtbuslinien der kreisfreien Stadt Straubing sind nicht Teil der Tarifgemeinschaft. Verbundüberschreiende Zugfahrten auf der Strecke zwischen Straßkirchen, Straubing und Regensburg sind seit 1. April 2019 Teil des Regensburger Verkehrsverbundes.

## Tarif
Das Tarifgebiet ist in Waben eingeteilt, deren durchfahrene Anzahl die Fahrpreishöhe bestimmt. Für Fahrten in die angrenzenden Landkreise und Verkehrsgemeinschaften gilt zumeist der Haustarif der RBO.

## Verkehrsunternehmen und Linien
In der Verkehrsgemeinschaft erbringen die folgende Verkehrsunternehmen Transportleistungen (Anzahl der Linien in Klammern):
- Ebenbeck-Reisen GmbH (10)
- DB Ostbayernbus (9)
- Häusler Johann (6)
- Bugl Josef (3)
- Mückenhausen GmbH (3)
- Bogner L. e.K. (2)
- Walter Wufka GmbH (2)
- Berger Otto (1)
- Meindl Reisen e.K. (1)
- Christian W. Pummer (1)